# Martin Latka (Footballspieler)
Martin Latka (* 23. April 1982) ist ein ehemaliger deutscher Footballspieler.

## Laufbahn
Latkas Laufbahn im American Football nahm 1998 als Spieler der Frankfurt Pirates ihren Anfang. Mit der Mannschaft trat er bis 2002 in der Regionalliga an, der 1,90-Meter-Mann kam als Runningback und Linebacker zum Einsatz. Von 2002 bis 2004 spielte er für den Zweitligisten Hanau Hornets, 2004 nahm ihn die Mannschaft Frankfurt Galaxy unter Vertrag, Latka schaffte somit den Sprung in die NFL Europe. Dort gehörte er in den Spieljahren 2004, 2005 und 2006 zum Aufgebot. Im Juni 2004 verlor er mit Frankfurt im World Bowl gegen Berlin Thunder, 2005 zog er sich eine schwere Knieverletzung zu. Ende Mai 2006 gewann er mit der Galaxy das Endspiel der NFL Europe gegen die Amsterdam Admirals. In der NFL Europe erhielt Latka Spielzeit auf den Positionen Fullback, Runningback und Tight End.
2008 gehörte er zu den Gründungsmitgliedern von Frankfurt Universe und stieg mit der Mannschaft im Laufe der Jahre von der Landesliga in die höchste deutsche Spielklasse, die GFL, auf. Latka, der beruflich im Bankwesen tätig ist, trat in Fernsehsendungen auf, in denen er in Football-Kleidung durch Fensterscheiben lief und diesbezüglich Weltrekorde aufstellte. Nach dem Ende der Saison 2016 zog er sich als Spieler aus dem Leistungsfootball zurück. Latka wurde anschließend bei der Frankfurter Mannschaft als Mitglied des Trainerstabs tätig und übernahm die Betreuung der Linebacker.
Im Mai 2021 wurde Latka in der europäischen Spielklasse ELF Linebacker-Trainer bei der neugegründeten Frankfurt Galaxy.